# Svartetjärnet, Dalsland
Svartetjärnet är en sjö i Dals-Eds kommun i Dalsland och ingår i Göta älvs huvudavrinningsområde. Sjöns area är 0,024 kvadratkilometer.